# 神谷英樹
神谷 英樹（かみや ひでき、1970年12月19日 - ）は、日本のゲームデザイナー。代表作は『バイオハザード2』、『デビルメイクライ』、『ビューティフル ジョー』、『大神』、『ベヨネッタ』シリーズ。

## 経歴
長野県松本市出身。1994年、杏林大学外国語学部英米語学科を卒業後、株式会社カプコンに入社。『アーサーとアスタロトの謎魔界村』の開発を手伝った後、『バイオハザード』の開発に企画として参加する。
1998年、初めてディレクターを務めた『バイオハザード2』は、496万本（国内200万本）の大ヒットとなる。その後、『デビルメイクライ』、『ビューティフルジョー』などのアクションゲームも開発している。
2004年、カプコン子会社（当時）クローバースタジオ株式会社に移籍。『大神』のディレクターとなる。クローバースタジオの解散・閉鎖に先立ち、2006年7月クローバースタジオを退職し稲葉敦志が設立したSEEDS株式会社に移籍。2007年10月、SEEDSと株式会社ODDが合併、商号をプラチナゲームズ株式会社に変更しプラチナゲームズ所属となる。
2016年、プラチナゲームズ執行役員に就任。
2018年、プラチナゲームズ取締役 執行役員に就任。
2021年9月、プラチナゲームズ専務取締役 執行役員に就任。
2022年7月、プラチナゲームズ取締役副社長 執行役員に就任。
2023年10月12日をもって、プラチナゲームズを退社することがXにて報告された。
退職の日と同時に自身のYouTubeチャンネルを開設。今後もゲーム開発は続けていくとしているが、競業避止義務によりしばらくは就業できないことを語った。
2024年10月、クローバーズ株式会社のスタジオヘッド/チーフ・ゲームデザイナーに就任。

## 作品
- バイオハザード（1996年3月22日、カプコン、PS）プランナー
- アーサーとアスタロトの謎魔界村（1996年8月30日、カプコン、PS・SS）
- バイオハザード2（1998年1月29日、カプコン、PS）ディレクター
- デビルメイクライ（2001年8月23日、カプコン、PS2）ディレクター
- バイオハザード0（2002年11月21日、カプコン、GC）オリジナルゲームデザイン
- ビューティフル ジョー（2003年6月26日、カプコン、GC）ディレクター
- ビューティフル ジョー2 ブラックフィルムの謎（2004年12月16日、カプコン、GC・PS2）ストーリー
- ビューティフル ジョー スクラッチ!（2005年10月2日、カプコン、DS）ストーリー・スーパーバイザー
- 大神（2006年4月20日、カプコン、PS2）ディレクター・ストーリー
- ベヨネッタ（2009年10月29日、セガ、X360・PS3）ディレクター・ストーリー
- The Wonderful 101（2013年8月24日、任天堂、Wii U）ディレクター・ストーリー
  - The Wonderful 101 Remastered（2020年5月19日、プラチナゲームズ、Switch・PS4・PC）スーパーバイザー
- ベヨネッタ2（2014年9月20日、任天堂、Wii U）スーパーバイザー・ストーリー
- ASTRAL CHAIN（2019年8月30日、任天堂、Switch）スーパーバイザー
- ソルクレスタ（2022年2月22日、プラチナゲームズ、Switch・PS4・PC）総監督・ストーリー
- ベヨネッタ3（2022年10月28日、任天堂、Switch）スーパーバイジングディレクター・ストーリー
- ベヨネッタ オリジンズ: セレッサと迷子の悪魔（2023年3月8日、任天堂、Switch）スーパーバイジングディレクター・チーフシナリオライター
- 大神 完全新作プロジェクト（仮題）（時期未定、カプコン、プラットフォーム未定）ディレクター

## 備考
- 『ビューティフル ジョー』でシックスマシンの声を担当した。また、『逆転裁判3』ではゴドー検事の声を担当。なお、逆転裁判シリーズのディレクターである巧舟はカプコン時代の同期であり、神谷がプラチナゲームズに移籍した現在でもプライベートで酒を酌み交わす友人でもある。
  - 舞台化がきっかけで、宝塚を鑑賞するようになったという。[9]
- 「続編を作らない主義」「カプコンを追い出された」という噂が流れたことがあった。これは本人が明確に否定している[10][11]。
- 熱心なオールド／クラシックゲームフリークとしても有名[12]。2019年にはアーケードアーカイブス『忍者くん 魔城の冒険』キャラバンモードで記録した158680点がギネス世界記録として認定された[13]。